# France Industrie
France Industrie är Frankrikes största arbetsgivarorganisation. France Industrie representerar majoriteten av den franska tillverkningsindustrin och tjänstesektorn i sammanlagt 71 föreningar. France Industrie grundades 2018.